# 奥平総一郎
奥平 総一郎（おくだいら そういちろう、1956年（昭和31年）4月19日 - ）は、日本の実業家、ダイハツ工業元社長。トヨタコンポン研究所代表取締役。

## 経歴・人物
愛媛県松山市出身。1979年に東京大学工学部船舶工学科卒業。同年、トヨタ自動車工業 (現・トヨタ自動車) に入社。入社後は機能部品の設計、米国駐在、FRプラットフォームの設計を経て、製品企画に移り、プログレ、ブレビス、istの開発責任者を歴任。その後、サイオンブランド「xA」の開発を経て、2003年にエグゼクティブ･チーフ･エンジニアとして10代目カローラの開発責任者を歴任。2008年に同社常務役員就任後、東富士研究所所長、専務役員兼技術開発本部長。トヨタ自動車研究開発センター (中国) 有限会社取締役副会長兼社長。および中国･アジア･オセアニアのチーフテクニカルオフィサーを経て、2017年4月に顧問としてダイハツ工業へ転籍し、同年6月にダイハツ工業社長に就任。
2023年に入ってからは4月28日、同社の海外向けの4車種に関する「衝突試験の不正」が発覚され、12月20日にも新車の安全などを確認する試験で新たに25の試験項目で174件の不正が発覚し、全車種が出荷停止へ至った。4月28日、くるま開発本部の本部長である寺前英樹と共に、12月20日は副社長の星加宏昌、トヨタ自動車副社長兼CTOの中嶋裕樹と共に記者会見を開き謝罪した。この問題の責任を取り、奥平は2024年3月1日付でダイハツ工業社長を退任する事となった。2025年6月、内山田竹志の後任としてトヨタコンポン研究所代表取締役に就任。